# نیتو مارکن
نیتو مارکن (انگلیسی: Netto Marken) شرکت خرده‌فروشی و سوپرمارکت‌های زنجیره‌ای آلمانی است، که در سال ۱۹۲۸ تأسیس شد و هم‌اکنون مالک شبکه‌ای از ۴۲۷۰ شعبه سوپرمارکت در آلمان می‌باشد.